# Семеновка (Первомайский район)
Семеновка (укр. Семенівка) — село, 
Ефремовский сельский совет,
Первомайский район,
Харьковская область.
Код КОАТУУ — 6324583504. Население по переписи 2001 года составляет 211 (108/103 м/ж) человек.

## Географическое положение
Село Семеновка примыкает к селу Ефремовка.
На расстоянии в 3 км расположено село Новая Семеновка.

## История
- 1730 — дата основания.

## Экономика
- Молочно-товарная ферма.

## Объекты социальной сферы
- Школа.